# Oldřich Sochor
Oldřich Sochor (* 3. července 1930 Chotěšiny č.p.12) byl český veterinární lékař.

## Životopis
Po maturitě na gymnáziu v Ústí nad Orlicí v roce 1950 byl přijat na Vysokou školu veterinární v Brně, kterou dokončil v roce 1955 a na umístěnku nastoupil na veterinárním oddělení Okresního národního výboru v Kadani. Pracoval zde na jatkách i na obvodě. Zajišťoval veterinární péči také v obcích, které již nyní neexistují: Bystřice, Milžany, Přezetice, Tušimice, Lužice, Čachovice, Lomazice a Drahonice, které ustoupily elektrárně, povrchovému dolu, nebo Nechranické přehradě.
V roce 1958 byl přemístěn na tehdejší Pražský, později Středočeský kraj, kde do roku 1961 pracoval v inspekční skupině krajského veterinárního lékaře. Od roku 1961 do 1963 byl vedoucím veterinární vyšetřovací stanice se sídlem v Praze 2, Na Kozačce 3. V roce 1963 byla stanice přemístěna do Českého Brodu. Současně s tím byl zproštěn funkce vedoucího a jmenován vedoucím specializovaného veterinárního střediska při Podniku pro šlechtění drůbeže v Chrustenicích na okr. Beroun. Tam dokončil tlumení bílé úplavice kuřat - pulorová nákaza, ptačí tuberkulózy a vibriového zánětu jater. Ve spolupráci se šlechtiteli vypracoval a realizoval program tlumení lymfoidní leukózy, která v té době nabývala hrozivých rozměrů. PO několikaletém úsilí bylo genetickou cestou vytvořeno hejno odolné této nákaze. Než byl tento program úspěšně dokončen, byl v roce 1968 jmenován inspektorem pro veterinární péči ve šlechtitelských chovech drůbeže v celém státě, později jen České socialistické republice.
V roce 1971 byl povolán na Státní veterinární správu, kde měl na starost veterinární péči v chovech hrabavé i vodní drůbeže, ryb, včel, kožešinových zvířat a zvířat v zoo zahradách. V témže roce ve šlechtitelském chovu Přemyslovice organizoval první vakcinaci kuřat proti Markově nemoci na východ od železného opony. Odtud bylo koncem září přepraveno letecky do Teheránu 34 000 jednodenních kuřat, kterým poskytoval 14 dní veterinární péči. Po úspěchu této zásilky se akce ještě několikrát opakovala. Z Teheránu se přemístil do Indie, kde poblíž Dillí zajišťoval veterinární péči u kuřat dovezených z jiné české šlechtitelské farmy. Vystoupil na Všeindickém kongresu o drůbeži v Bengalúru a pro odběratele kuřat obchodního partnera přednesl řadu přednášek o nemocech drůbeže ve státech Pandžáb a Haryana a v kongresovém centru v Novém Dillí.
Když se uvolnilo místo vedoucího veterinárního odboru, byl jím v roce 1978 jmenován a současně s tím i hlavním epizootologem ČSR. V této funkci dokončil ozdravování chovů skotu od trichofytózy a několik desetiletí trvající ozdravování chovů prasat od Aujeszkého nemoci. Než odešel začátkem roku 1991 do důchodu byly významně sníženy ztráty způsobované varroázou u včel, byla soustavnými akcemi zcela eliminována řada nemocí hrabavé a vodní drůbeže a krůt, úspěšně byla zdokonalena prevence slintavky a kulhavky, výrazně pokročilo ozdravování chovů prasat od sípavky a byla zdokonalena ochrana chovů kožešinových zvířat a ryb.

## Dílo
- Kožušník, Sochor a kol. : Drůbež. Zdravotní problematika velkochovů, Státní zemědělské nakladatelství 1979

(V roce 1980 oceněna Tvůrčí prémií Českého literárního fondu),
- Miloš Šatava a kol.: Chov drůbeže, Státní zemědělské nakladatelství 1984, část: Zdravotní ochrana velkochovů drůbeže - prvně uvedeno utlumení lymfoidní leukózy u kura domácího genetickou cestou ( oceněna Tvůrčí prémií Českého literárního fondu)
- Oldřich Sochor: Ochrana zdraví drůbeže ve velkochovech, vydalo Ministerstvo zemědělství a výživy ČSR ve Státním zemědělském vydavatelství Praha 1985
- Kolektiv: Drůbež na farmách a v drobném chovu, část: Anatomie a fyziologie drůbeže, Ekonomicky závažné nemoci drůbeže